# James Ray (basket-ball)
Pour les articles homonymes, voir Ray.
James Ray, né le 27 juillet 1957 à La Nouvelle-Orléans (Louisiane) et mort le 26 décembre 2023 à Gainesville (Floride), est un joueur professionnel américain de basket-ball ayant évolué au poste d'ailier fort.
Après avoir passé sa carrière universitaire dans l'équipe des Dolphins de Jacksonville, il a été drafté en 5e position par les Nuggets de Denver lors de la Draft 1980 de la NBA.